# Бетоноукладач
Бетоноукладач — бетоноробна машина для дозування, рівномірного розподілення і розрівнювання бетонної суміші при формуванні залізобетонних виробів (панелей, плит, балок тощо). Бетоноукладач складається з самохідного або переносного бункера, розподільного пристрою, розрівнювача бетонної суміші, вібраторів та інших пристосувань.